# Myndos

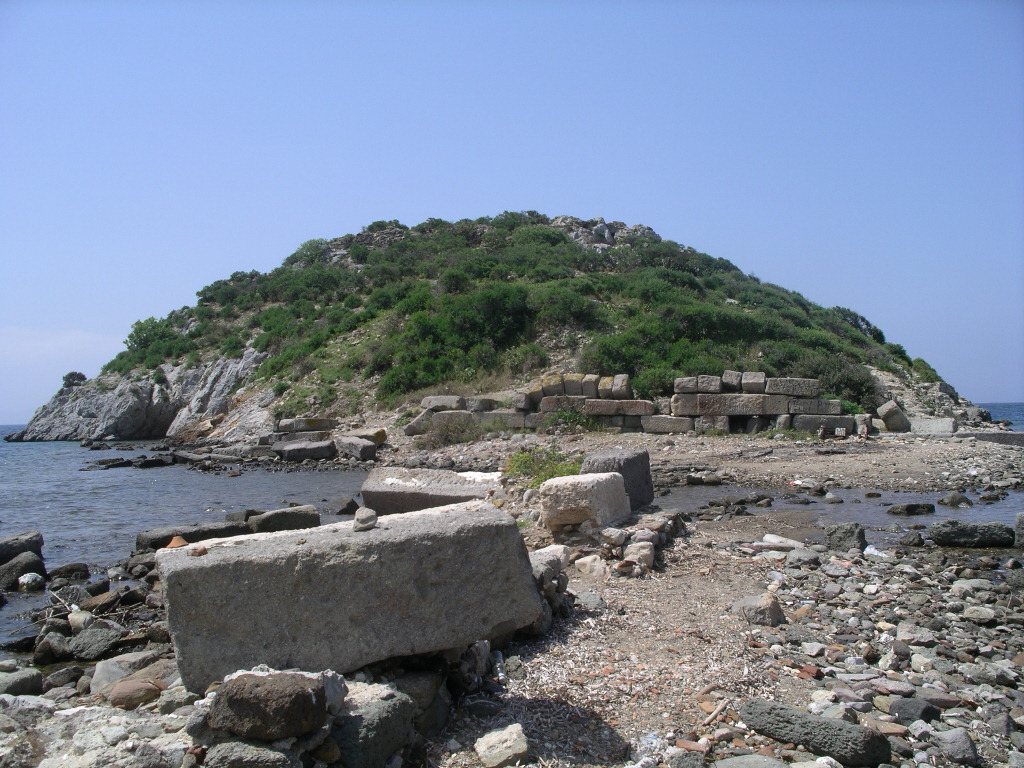
L'île au Lapin de Myndos, dans la moderne Gümüşlük.

Myndos est une cité grecque de Carie d'origine dorienne.

## Histoire
Elle est réputée avoir été fondée par les Troyens sur la côte de Carie,  en bordure de la mer Égée, à environ une vingtaine de kilomètres d'Halicarnasse.
Alexandre le Grand s'empare de la cité en 333 av. J.-C. après une première tentative infructueuse. Elle passe sous domination lagide au temps de Ptolémée II vers 279 av. J.-C.

## Personnages célèbres
- La ville de Myndos est la patrie du philosophe Adraste de Myndos.
- Delphis, l'amant de Simaitha dans la deuxième idylle de Théocrite, est originaire de Myndos.
- Apollonius de Myndos, ou Apollonius Myndien, est un astrologue et astronome originaire de Myndos.